# Найкращі африканські книги XX століття
«Найкращі африканські книги XX століття» — культурний проєкт науковців, письменників, видавців і книгарів Африки.

## Історія проєкту
У лютому 2000 року найбільший кенійський історик африканських суспільств і культур Алі Мазруї оголосив про початок колективної роботи над проєктом «Сто кращих африканських книг XX століття». Проєкт розгортався під егідою Міжнародної книжкової ярмарки у Хараре за сприяння Мережа африканських книговидавців, Асоціації книготорговців Африки та Асоціації африканських письменників. Сформований ними короткий список включав 500 назв з початкових 1 521. На цій основі журі з 16 авторитетних учених і радників посольств, очолюване віце-президентом Кейптаунського університету, професором Нджабуло Ндебеле, відібрало остаточні 100 назв.
Підсумковий список був оприлюднений 18 лютого 2002 — через два роки роботи — в Гані. Урочистості з цього приводу, заплановані на книжковому ярмарку в Хараре, були через політичні хвилювання в Зімбабве перенесені в Кейптаун і пройшли у серпні 2002. Нарешті, зі 100 книг-фіналістів були обрані 12 переможців, нижче їх автори перелічені в алфавітному порядку. Повний список 100 назв і рубрикацію їх за трьома категоріями (художня література, нон-фікшн, дитяча література) можна побачити тут.

## Дванадцять книг-переможців
| Назва українською                     | Назва мовою оригіналу                    | Рік видання | Автор                 | Країна   | Примітки          |
| ------------------------------------- | ---------------------------------------- | ----------- | --------------------- | -------- | ----------------- |
| І прийшло руйнування                  | англ. Things Fall Apart                  | 1958        | Чинуа Ачебе           | Нігерія  |                   |
| Сосу кличе                            | англ. Sosu's Call                        | 1997        | Мешак Асаре           | Гана     | дитяча література |
| Такий довгий лист                     | фр. Une si longue lettre                 | 1979        | Маріама Ба            | Сенегал  |                   |
| Бентежні обставини                    | англ. Nervous Conditions                 | 1988        | Ціці Дангарембга      | Зімбабве |                   |
| Кохання, фантазія                     | фр. L'Amour, la fantasia                 | 1985        | Ассія Джебар          | Алжир    |                   |
| Старшинство негритянських цивілізацій | фр. Antériorité des civilisations nègres | 1967        | Шейх Анта Діоп        | Сенегал  | нон-фікшн         |
| Сомнамбулічна земля                   | порт. Terra Sonâmbula                    | 1992        | Міа Коуту             | Мозамбік |                   |
| Каїрська трилогія                     | араб. ثلاثية القاهرة                     | 1956—1957   | Наґіб Махфуз          | Єгипет   |                   |
| Чака                                  | сесото Chaka                             | 1925        | Томас Мокопу Мофоло   | Лесото   |                   |
| Зібрання віршів                       | фр. Oeuvre poétique                      | 1990        | Леопольд Седар Сенгор | Сенегал  |                   |
| Пшеничне зерно                        | англ. A Grain Of Wheat                   | 1967        | Нгугі Ва Тхіонго      | Кенія    |                   |
| Аке: роки дитинства                   | англ. Ake: The Years of Childhood        | 1981        | Воле Шоїнка           | Нігерія  |                   |

## Нобелівські лауреати в списку
Крім романів Нагіба Махфуза і автобіографічної повісті Воле Шоїнки, які увійшли в перелік книг-переможців, серед 100 найкращих названі романи Дочка Бургера Надін Гордімер (1979) та Життя і час Міхаела К. Дж. М. Кутзее (1983).